# بیخویه
بیخویه، روستایی در دهستان درز و سایبان بخش مرکزی شهرستان لارستان در استان فارس ایران است.
این روستا ۱۱۰ کیلومتر با مرکز شهرستان (لار) فاصله دارد.

## جمعیت
بر پایه سرشماری عمومی نفوس و مسکن در سال ۱۳۹۵، جمعیت این روستا برابر با ۳۷۴ نفر (۱۰۱ خانوار) بوده است.